# Kenji Honnami
Kenji Honnami (jap. 本並 健治 Honnami Kenji; ur. 23 czerwca 1964) – były japoński piłkarz, reprezentant kraju.

## Kariera klubowa
Od 1986 do 2001 roku występował w klubach: Gamba Osaka i Tokyo Verdy.

## Kariera reprezentacyjna
W reprezentacji Japonii zadebiutował w 1994. W sumie w reprezentacji wystąpił w 3 spotkaniach.

## Statystyki
| Reprezentacja Japonii | Reprezentacja Japonii | Reprezentacja Japonii |
| Rok                   | Mecze                 | Gole                  |
| --------------------- | --------------------- | --------------------- |
| 1994                  | 3                     | 0                     |
| Razem                 | 3                     | 0                     |